# 李炫君
李炫君（1998年8月28日—，游戏ID：Flandre），中国《英雄联盟》电子竞技运动员，前EDG电子竞技俱乐部上路选手，英雄联盟2021赛季全球总决赛冠军成员。